# 半抱茎葶苈
半抱茎葶苈（学名：Draba subamplexicaulis）为十字花科葶苈属下的一个种。

## 扩展阅读
- 維基物種上的相關：半抱茎葶苈